# Skalnisty Piarg

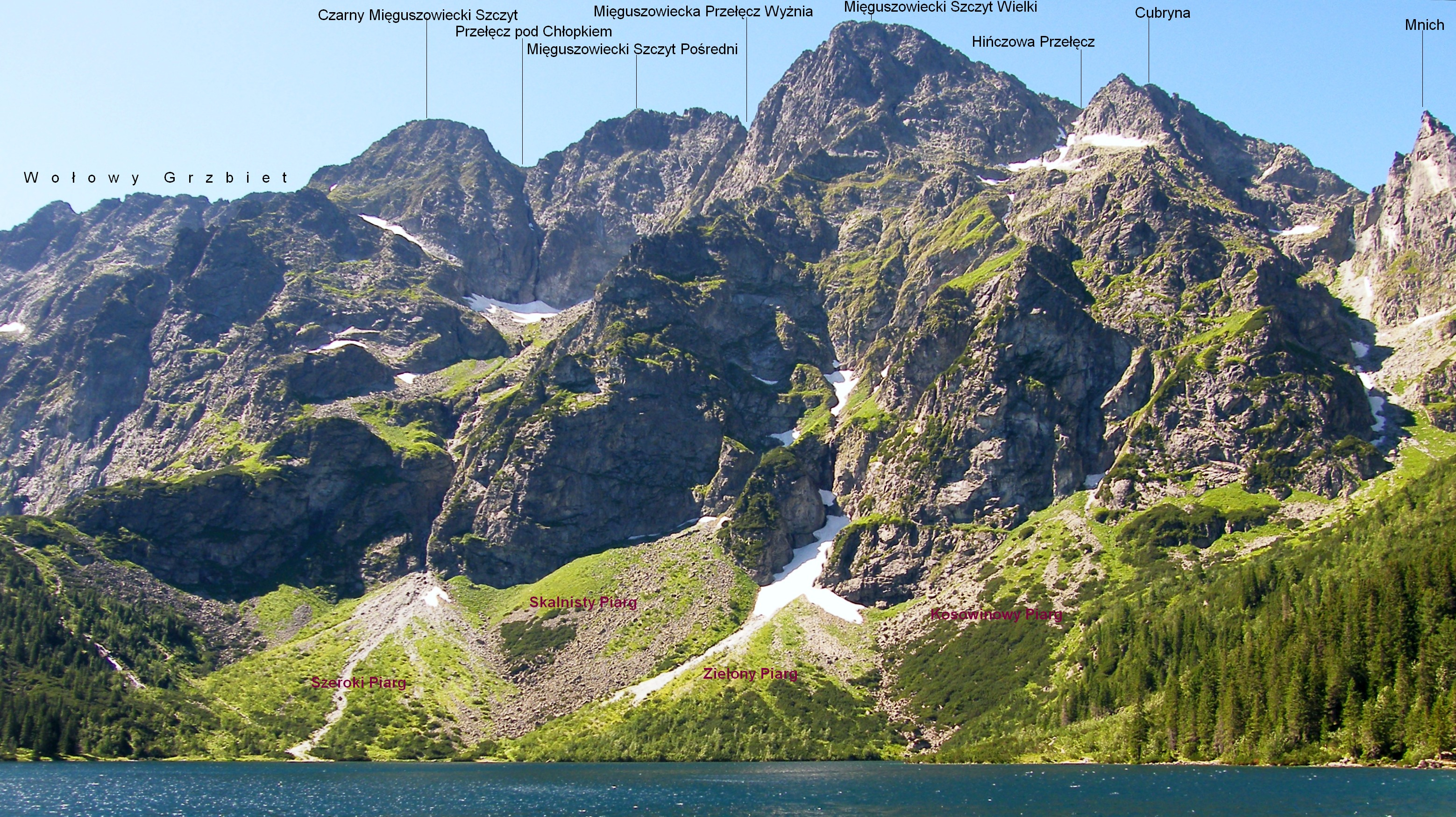
Skalnisty Piarg wśród podpisanych obiektów

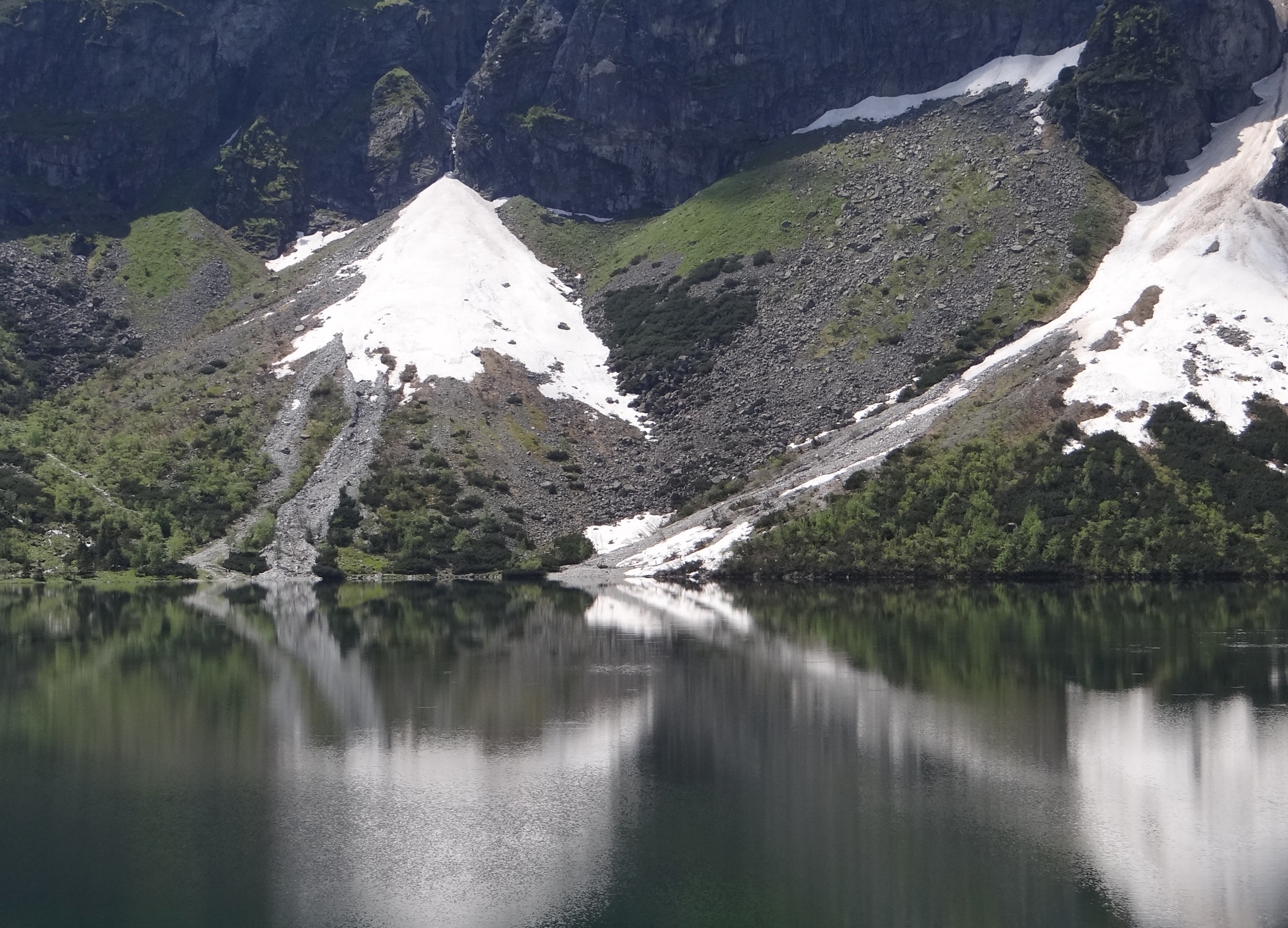
Skalnisty Piarg na środku

Skalnisty Piarg (słow. Skalnisté sučovisko) – wielki stożek piargowy nad południowym brzegiem Morskiego Oka w Tatrach Polskich. Znajduje się po lewej stronie (patrząc od dołu) Hińczowej Zatoki i jest jednym z kilku piargów u podnóży skał. Piargi te, obejmowane wspólną nazwą Wielki Piarg mają wysokość do 200 m i utworzone są z materiału skalnego znoszonego żlebami ze szczytów grani głównej wznoszących się nad Morskim Okiem.
Skalnisty Piarg znajduje się pomiędzy Szerokim Piargiem i Zielonym Piargiem. Ograniczony jest od góry przez ścianę zwaną Czołówką Mięguszowieckiego Szczytu Wielkiego (MSW) i Gruszkę, bokiem przez sąsiednie piargi. Utworzony został, i nadal powiększa się z materiału znoszonego żlebem z Czołówki MSW, oraz z lewej części Małego Kotła Mięguszowieckiego. Ten obszar lawinowy jest mniejszy, niż sąsiednich piargów, stąd też stożek piargowy wolniej się powiększa i jego podstawa nie dochodzi do Morskiego Oka. Jest też lepiej zarośnięty. W obrębie piargu można zauważyć naturalną selekcję materiału skalnego. Największe skalne głazy znajdują się na dole, najdrobniejsze okruchy na szczycie stożka piargowego. Skalnisty Piarg szczególnie obficie porastają dorodne paprocie.
Przez Skalnisty Piarg prowadzi niewyraźna ścieżka taternicka do podnóży Czołówki MSW.

## Szlaki turystyczne
Podnóżem Skalnistego Piargu prowadzi czerwony szlak turystyczny okrążający Morskie Oko.
 dookoła Morskiego Oka. Czas przejścia 35 min